# Jean-Daniel Akpa-Akpro
Jean-Daniel Akpa-Akpro (Toulouse, 1992. október 11. –) elefántcsontparti válogatott labdarúgó, jelenleg a Toulouse játékosa. Posztját tekintve középpályás.

## Sikerei, díjai
Elefántcsontpart
- Afrikai nemzetek kupája (1): 2015

## Külső hivatkozások
- Jean-Daniel Akpa-Akpro a national-football-teams.com honlapján